# Estadio Marquesa de la Ensenada
El Estadio Marquesa de la Ensenada, más conocido como la Marquesa, está ubicado en el departamento de San Marcos al occidente del país en Guatemala y es la casa oficial del Deportivo Marquense de la Liga Nacional de Guatemala.
El estadio fue inaugurado el 23 de abril de 1963 y actualmente tiene una capacidad de 11 000 espectadores, todos sentados; en ciertas ubicaciones como palco y tribuna, posee butacas y el resto del estadio es una base de cemento.
En 2007 sirvió como sede de las dos finales que ha disputado el club, sin embargo en ambas ha quedado como subcampeón. 
El estadio fue nombrado en honor de la hija de Justo Rufino Barrios, María Josefa Barrios y Aparicio, también conocida como «marquesa de la Ensenada», quien donó la mayor parte de los fondos para la construcción del estadio.